# Sarray
Sari Fujimura (藤村 沙里 Fujimura Sari, nacida el 31 de marzo de 1996) es una luchadora profesional japonesa. Ha trabajado para varias promociones japonesas, pero también ha destacado por su trabajo para la empresa estadounidense WWE, donde se presentó con el nombre de Sarray. 
Anteriormente fue conocida como Sareee. Fujimura fue entrenada por Kyoko Inoue e hizo su debut en abril de 2011 a la edad de 15 años. Sareee trabajó para World Woman Pro-Wrestling Diana durante 6 años, antes de transferirse a Seadlinnng en febrero de 2017. Después de dejar Seadlinnng en septiembre, regresó a Diana, donde compitió hasta enero de 2020. 

## Carrera

### World Woman Pro-Wrestling Diana (2011-2017)

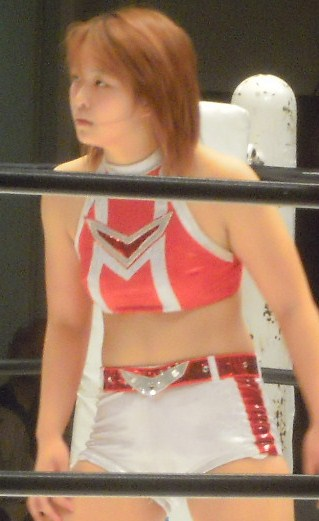
Sareee en 2011.

Fujimura inicialmente quería unirse a NEO Japan Ladies Pro-Wrestling, pero en cambio optó por entrenar con Kyoko Inoue después de que ella abandonara la empresa en julio de 2010. Mientras entrenaba con Inoue, también tomó un entrenamiento adicional en el dojo de Animal Hamaguchi con Kyoko Hamaguchi. El 10 de febrero de 2011, Inoue llevó a Sari al nuevo dojo de World Woman Pro-Wrestling Diana, donde ella había organizado una prueba con la promoción. Sari pasó la prueba y fue contratada por Diana como aprendiz. Se le dio el nombre de Sareee el 3 de marzo, que combinó su nombre de nacimiento con el nombre de la banda Greeeen, de la que era fan.
Al principio estaba programada para hacer su debut en el programa debut de Diana el 21 de marzo de 2011, sin embargo, debido a los efectos del Gran Terremoto de Japón Oriental y el accidente nuclear de Fukushima, el debut de Diana en Fukushima fue cancelado y su debut se pospuso hasta abril. Hizo su debut el 14 de abril de 2011, perdiendo ante Meiko Satomura. El 10 de mayo, fue seleccionada para enfrentar a la leyenda de Joshi puroresu, Aja Kong, uno a uno en el gimnasio de Kawasaki City. A pesar de perder, expulsó a la finalizadora de cerebro de Kong con una caída vertical, obteniendo una gran reacción de la multitud. El 4 de septiembre, obtuvo su primera victoria indirecta, formando equipo con Kyoko Inoue para vencer a Kong y Andrea Mother en un espectáculo producido por Hikaru. Finalmente logró su primera victoria en individuales el 20 de abril de 2012, superando a Nana Kawasa. El 28 de enero de 2013, consiguió su primera oportunidad por el título, formando equipo con Inoue en una derrota ante Kaoru Ito y Tomoko Watanabe para el vacante Campeonato en Parejas de Diana.
El 20 de abril de 2014, ganó su primer campeonato, superando a Manami Katsu por el Campeonato Junior de JWP y el Campeonato Princesa de Lucha Libre. Ella hizo una defensa exitosa contra Kaho Kobayashi, antes de dejar caer el cinturón a Rabbit Miu el 17 de agosto. Sareee y Yokota mantuvieron los títulos hasta febrero de 2015, cuando Sareee anunció que iría a una pausa indefinida debido a su mala salud. Continuó compitiendo hasta abril, cuando ella y Yokota defendieron con éxito los cinturones contra el Comando Bolshoi y Eri, después de lo cual, ella se volvió inactiva y los campeonatos fueron despojados. Luego de dos meses, Sareee regresó al ring el 28 de junio en el Jaguar Yokota's 38th Anniversary Show, formando equipo con Manami Toyota y Kaoru Ito en una derrota ante Yumiko Hotta, Mima Shimoda y Meiko Tanaka. El 16 de septiembre, Sareee tuvo la oportunidad de volver a ganar el Campeonato en Parejas de Diana con su nueva compañera Meiko Tanaka, pero las dos no tuvieron éxito y los títulos vacantes fueron ganados por Dash Chisako y Sendai Sachiko. A pesar de perder, Sareee y Tanaka se convirtieron en un equipo, y el 25 de diciembre derrotaron a Kaho Kobayashi y Rina Yamashita para ganar Young Oh de Pro Wrestling Wave. Oh! Tag Team Tournament.

### Seadlinnng (2017)
Después de 6 años con Diana, Sareee anunció que dejaría la promoción y la transferencia a Seadlinnng el 1 de febrero de 2017. Sareee debutó para Sead el 16 de marzo de 2017, perdiendo ante Yoshiko. La carrera de Sareee en Seadlinnng no tuvo éxito, y después de solo siete meses anunció que dejaría la promoción en septiembre.

### Regreso a Diana (2018-2020)
Inmediatamente después de abandonar Seadlinnng, Sareee anunció que regresaría a Diana el 18 de septiembre de 2017. Sareee regresó a Diana el 20 de octubre de 2017, perdiendo ante Kaoru Ito. Durante el partido, sufrió una lesión en la clavícula y se esperaba que perdiera más de un año de competencia debido a la lesión. Después de solo 3 meses, Sareee regresó al ring el 28 de enero de 2018, haciendo equipo con Ito en una derrota ante Kyoko Inoue y Manami Katsu. A principios de 2018, Sareee comenzó su ascenso al evento principal de Diana, y desafió a Kyoko Inoue por el Campeonato Mundial de Diana en el evento principal del Diana 7th Anniversary Memorial Show el 5 de mayo de 2018.

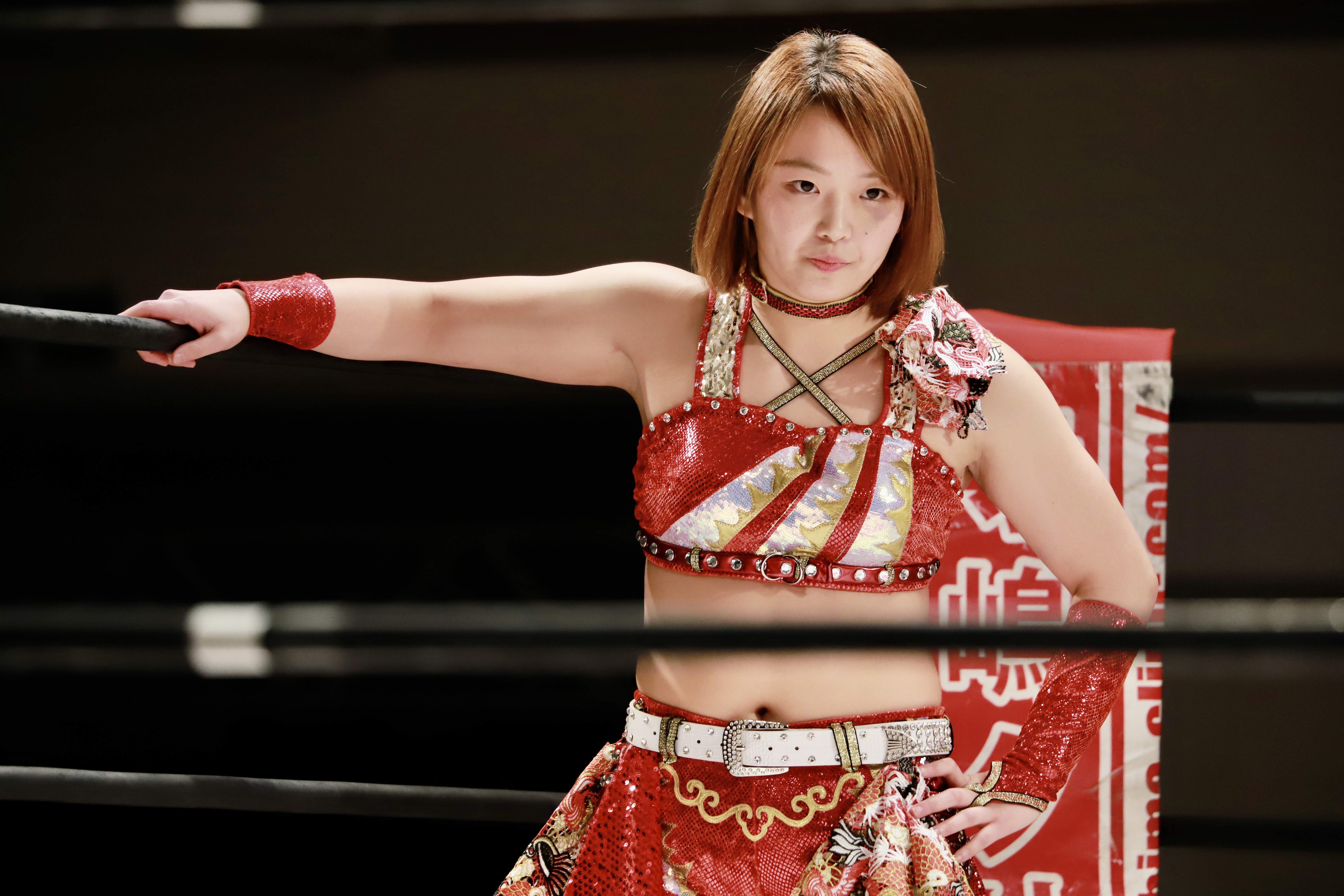
Sareee en enero de 2020.

El 4 de enero de 2020, Sareee perdió su Campeonato Diana ante Ayako Sato, terminando su segundo reinado a los 237 días. Sareee anunció que dejará a Diana en febrero, mientras se dirige a los Estados Unidos.

### WWE (2020-2023)
El 22 de febrero de 2020, durante un show de Diana, Sareee confirmó que había firmado con WWE. Su traslado a los Estados Unidos se retrasó debido a la pandemia de COVID-19, lo que provocó un cambio en su calendario de mudanzas. Debido a esto, WWE le permitió seguir trabajando en Japón hasta que pudiera mudarse a los Estados Unidos. El 30 de agosto, Sareee hizo su regreso a la escena independiente japonesa con Diana, luchando contra Nagisa Nozaki en un combate con límite de tiempo a diez minutos. Fue brevemente Campeona en Equipos Beyond the Sea de la promoción Seadlinnng, esto junto a Yoshiko, antes de perderlos ante Arisa Nakajima y Nanae Takahashi el 22 de enero de 2021, el cual fue el último combate de Sarreee en las independientes. En el episodio del 17 de marzo de 2021 en NXT, se le dio el nuevo nombre de Sarray. Hizo su debut en el episodio del 20 de abril en NXT, donde derrotó a Zoey Stark. En el episodio del 10 de agosto en NXT, Sarray tuvo su primera  derrota ante Dakota Kai. Hizo una aparición en el episodio del 8 de octubre en 205 Live, derrotando a Amari Miller en un combate.
En el episodio del 18 de enero de 2022 de NXT, se emitió un video promocional en el que Sarray aparecía luciendo unas colas de caballo y vestía un uniforme de colegiala, explicando que 2021 no había resultado como ella esperaba; por lo que regresó a Japón para curarse física y mentalmente, y se encontró con un medallón que recibió de su abuela, recordándole de dónde vino y que regresaría a NXT con «nueva pasión y energía». Sarray hizo su regreso al ring en el episodio del 1 de febrero de NXT, donde al hacer su entrada apareció detrás del escenario con la ropa que usó en su viñeta promocional de retorno, para después ingresar al área del ring vestida con un nuevo traje de lucha y un estilo de pelo diferente gracias al medallón con poderes de transformación de su abuela, derrotando a Kayla Inlay. En el episodio del 25 de febrero en NXT Level Up, perdió en un combate contra Elektra Lopez. En marzo, Sarray comenzó un feudo con Tiffany Stratton después de ser atacada por ella por haber rechazado su oferta de reemplazar el collar de su abuela por uno que ella le regalaría, esto las llevó a un combate en el episodio del 15 de marzo en NXT, donde Stratton evitó que Sarray se transformara y la derrotó. Dos semanas después, una Sarray transformada distrajo a Stratton e hizo que perdiera en un combate contra Ivy Nile. En el episodio del 19 de abril en NXT, Sarray luchó contra Stratton, siendo derrotada nuevamente. En el episodio del 10 de mayo en NXT, Sarray hizo equipo con Andre Chase y derrotaron al equipo de Stratton y Grayson Waller en un combate mixto en parejas. En el episodio del 23 de junio en NXT UK, Sarray hizo su debut en esa marca, derrotando a Nina Samuels. En el episodio del 26 de julio de NXT, Sarray regreso a los Estados Unidos y confrontó a la Campeona Femenina de NXT Mandy Rose, lo que las llevó a un enfrentamiento la semana siguiente, donde perdió. Esta se convirtió en su última lucha para WWE.
El 9 de marzo de 2023, se reportó que Sarray dejaría WWE y regresaría a Japón en mayo. Confirmó su salida el 13 de marzo, y de acuerdo a un reporte, esta se debió a problemas con la dirección creativa de su carrera.

### Dream Star Fighting Marigold  (2024-2025)
En mayo de 2024, Sareee apareció en el evento debut de Dream Star Fighting Marigold, Marigold Fields Forever, donde participó en un evento principal en parejas junto a Bozilla contra Giulia y Utami Hayashishita saliendo victoriosa. Después del evento, se anunció que Saree y Giulia se enfrentarían en Summer Destiny. Sin embargo, Marigold anunció que Giulia había sufrido una fractura en la mano en su combate, por lo que sus combates a corto plazo se cancelaron y su combate de Summer Destiny con Sareee estaba en duda. Giulia fue absuelta más tarde y, en el evento, Sareee la derrotó para convertirse en la Campeona Mundial Inaugural de Marigold.

## Otros medios
Fujimura hizo su debut en los videojuegos como personaje descargable en el paquete The Whole Dam para WWE 2K22.

## Campeonatos y logros
- Dream Star Fighting Marigold

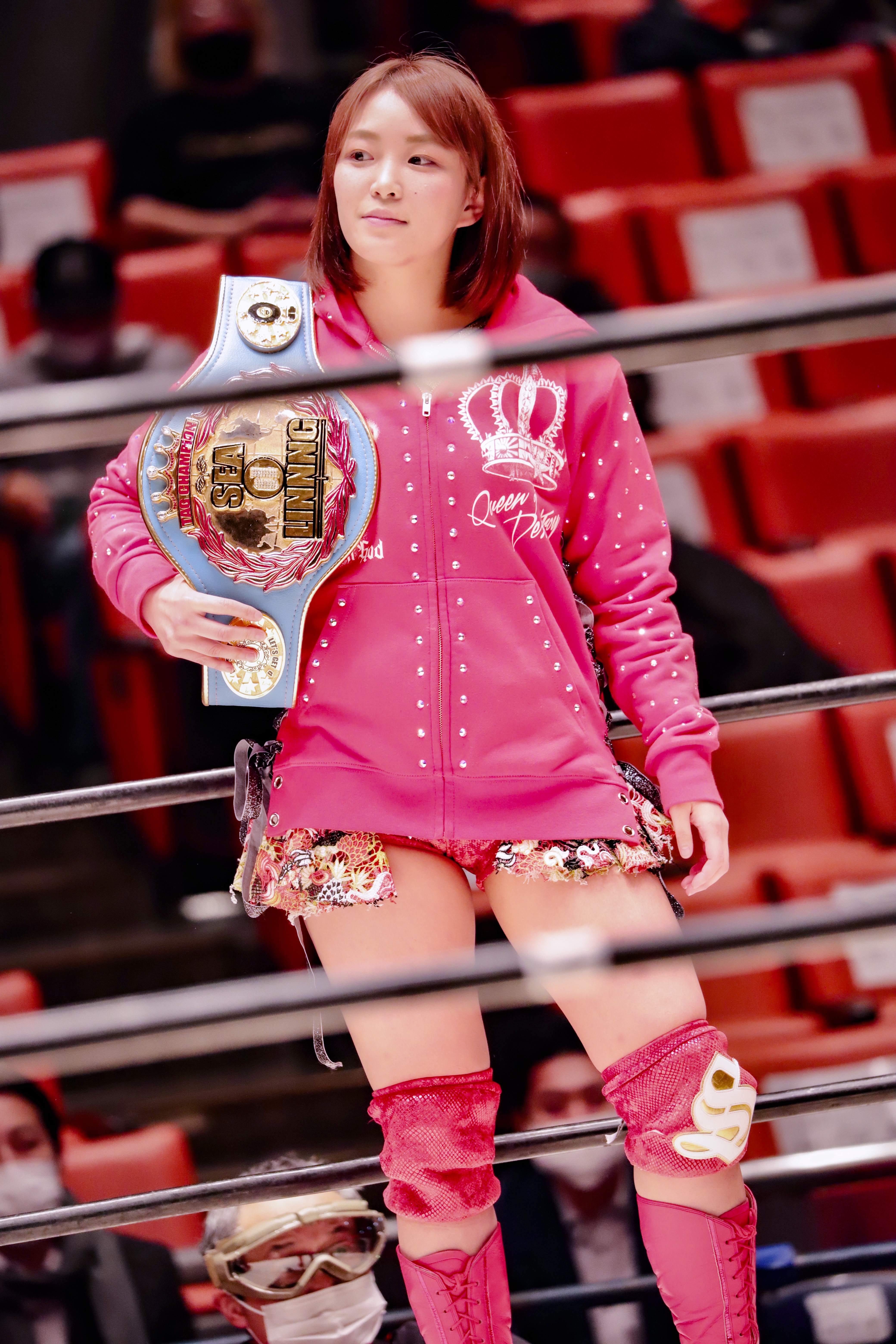
Sarray fue una vez Campeona en Parejas Seadlinnng Beyond the Sea.

  - Marigold World Championship (1 vez e inaugural)

- JWP Joshi Puroresu
  - JWP Junior Championship (1 vez)[38]
  - Princess of Pro-Wrestling Championship (1 vez)[38]

- Pro Wrestling Wave
  - Young OH! OH! Tag Team Tournament (2015) – con Meiko Tanaka[39]
  - Dual Shock Wave Tournament (2020) – con Hibiki[40]

- Seadlinnng
  - Beyond the Sea Tag Team Championship (1 vez) – con Yoshiko[41]

- Sendai Girls' Pro Wrestling
  - Sendai Girls World Championship (1 vez)[42]

- World Woman Pro-Wrestling Diana
  - World Woman Pro-Wrestling Diana World Championship (2 veces)[42]
  - World Woman Pro-Wrestling Diana Tag Team Championship (1 vez) – con Jaguar Yokota[43]
  - One Night Tournament (2015)[44]